# Dan Reynolds

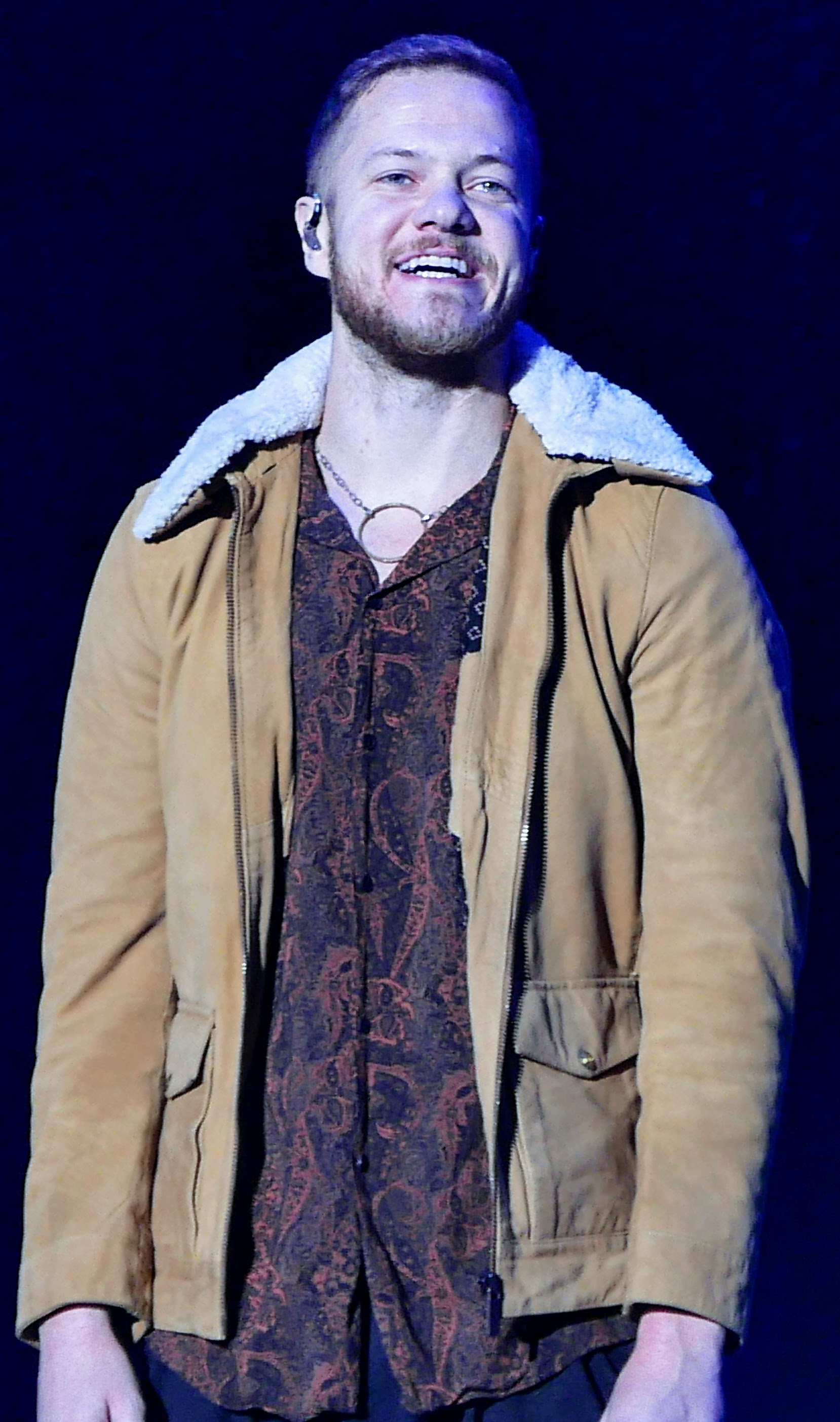
Dan Reynolds (2017)

Daniel Coulter „Dan“ Reynolds (* 14. Juli 1987 in Las Vegas) ist ein US-amerikanischer Sänger und Songwriter. Er ist der Leadsänger der Imagine Dragons.

## Früheres Leben
Reynolds wurde als siebtes von neun Kindern von Christene M. (geb. Callister) und Ronald Reynolds, einem Anwalt und Autor, geboren. Als Pfadfinder erhielt er 2005 den Rang eines Eagle Scout. Reynolds war Mitglied der Kirche Jesu Christi der Heiligen der Letzten Tage (LDS). Als er 19 Jahre alt war, arbeitete er zwei Jahre lang als Vollzeit-Missionar in Nebraska.
Nach seinem Abschluss an der Bonanza High School besuchte er die University of Nevada, Las Vegas und wechselte nach seinem Dienst in der LDS-Mission zur Brigham Young University, wo er Kommunikation, Marketing und Musik studierte.

## Mit Imagine Dragons
Dan Reynolds zögerte zunächst, Berufsmusiker zu werden. Nachdem er an der Brigham Young University zu studieren begonnen hatte, stellte er jedoch fest, dass er „nichts anderes machen konnte“ und entschied sich für eine professionelle Musikkarriere. In Utah lernte Reynolds den Schlagzeuger Andrew Tolman kennen und rekrutierte ihn, um Imagine Dragons zu gründen. Mit Reynolds als Leadsänger gewannen Imagine Dragons den Bandwettbewerb der BYU und andere lokale Wettbewerbe. Der Bassist Ben McKee schloss sich der Band in Las Vegas an, und nach Tolmans Ausscheiden 2011 wurde Daniel Platzman, ein Freund Wayne Sermons vom Berklee College of Music, als Schlagzeuger eingeladen und vervollständigte damit die aktuelle Besetzung der Gruppe. Die Band zog nach Las Vegas um, wo sie fast jeden Abend als Lounge-Act auftrat. Dort erlebten sie 2009 ihren ersten großen Durchbruch, als der Frontmann von Train, Pat Monahan, kurz vor dem Festival Bite of Las Vegas erkrankte. Imagine Dragons sprangen ein und traten vor mehr als 26.000 Menschen auf. Im November 2011 unterschrieben sie bei Interscope Records und begannen, mit dem Grammy-prämierten Produzenten Alex da Kid zu arbeiten.
Imagine Dragons veröffentlichten ihr erstes Studioalbum Night Visions am 4. September 2012. Dem Album ging die erste Single It’s Time voraus, die am 18. August 2012 veröffentlicht wurde. Night Visions war in den Jahren 2012, 2013 und 2014 in den Top Ten der US-Charts. Es gewann einen Billboard Music Award für das beste Rockalbum und wurde für einen Juno Award für das internationale Album des Jahres nominiert. Die zweite Single des Albums, Radioactive, erreichte Platz 3 der Billboard Hot 100. Radioactive stellte mit 23 aufeinanderfolgenden Wochen den Rekord für die längste Verweildauer an der Spitze der Billboard Rock Songs Charts auf. Er brach auch den Rekord für die längste Verweildauer in den Billboard Hot 100 mit 87 Wochen, ein Rekord, der bis zur 88. Woche von The Weeknds Hitsingle Blinding Lights im August 2021 in den Billboard Hot 100 ungebrochen blieb. Der Rolling Stone nannte ihn „den größten Rockhit des Jahres“. Es ist der meistverkaufte Rocksong in der digitalen Geschichte mit mehr als 7,5 Millionen verkauften Exemplaren in den Vereinigten Staaten und wurde von der RIAA als Diamant zertifiziert. Die dritte Single, Demons, erreichte Platz 6 der Billboard Hot 100 und ist der achtbestverkaufte Rocksong in der digitalen Geschichte mit mehr als 5 Millionen verkauften Exemplaren in den Vereinigten Staaten. Imagine Dragons wurden für zwei Grammy Awards nominiert, für die Platte des Jahres und für die beste Rock-Performance; letztere gewannen sie. Außerdem gewannen sie zwei AMAs als Favorite Alternative Artist, einen Teen Choice Award als Choice Rock Group, einen World Music Award als World’s Best Rock Act und einen Billboard Music Award als Top Rock Artist. Die Band gab ihr Debüt als Headliner auf dem Made In America Music Festival im Jahr 2014 und zog auch auf Festivals wie dem Lollapalooza Brazil im Jahr 2014 große Menschenmengen und positive Kritiken an.
Imagine Dragons veröffentlichten ihr zweites Album, Smoke + Mirrors, im Februar 2015. Smoke + Mirrors debütierte auf Platz eins der Billboard 200, der UK Albums Chart und der Canadian Albums Chart. Zwei der vier Singles des Albums, I Bet My Life und Shots, erreichten die Billboard Hot 100 Charts.
Imagine Dragons veröffentlichten ihr drittes Album Evolve am 23. Juni 2017. Evolve debütierte auf Platz zwei der Billboard 200 und Platz eins der kanadischen Albumcharts. Die Singles Believer und Thunder erreichten jeweils Platz 4 und Whatever It Takes Platz 12 der Billboard Hot 100.
2018 wurde die Band für zwei weitere Grammy Awards nominiert und erhielt den iHeartRadio Music Award als Alternative Rock Artists of the Year.
Imagine Dragons veröffentlichten ihr viertes Studioalbum Origins am 9. November 2018. Das Album debütierte auf Platz zwei der Billboard 200. Die Singles Natural und Bad Liar erreichten Platz 13 bzw. Platz 56 in den Billboard Hot 100.
Imagine Dragons fünftes Studioalbum Mercury - Act 1 erschien am 3. September 2021. Das Album debütierte auf Platz neun der Billboard 200. Die Single Follow You erreichte Platz 68 der Billboard Hot 100.

### Egyptian (2010)
Reynolds wurde 2010 eingeladen, im Vorprogramm von Nico Vega aufzutreten; dabei lernte er Aja Volkman, die Sängerin der Gruppe, kennen. Er bat sie, ihm bei der Fertigstellung einiger Demos zu helfen, die er gerade entwickelte. Die beiden begannen zusammenzuarbeiten und gründeten Egyptian. Sie nahmen eine gleichnamige EP mit vier Titeln auf, produzierten sie und veröffentlichten sie unabhängig voneinander digital. Sie haben dieses Material nur einmal live aufgeführt.

### X Ambassadors (2013)

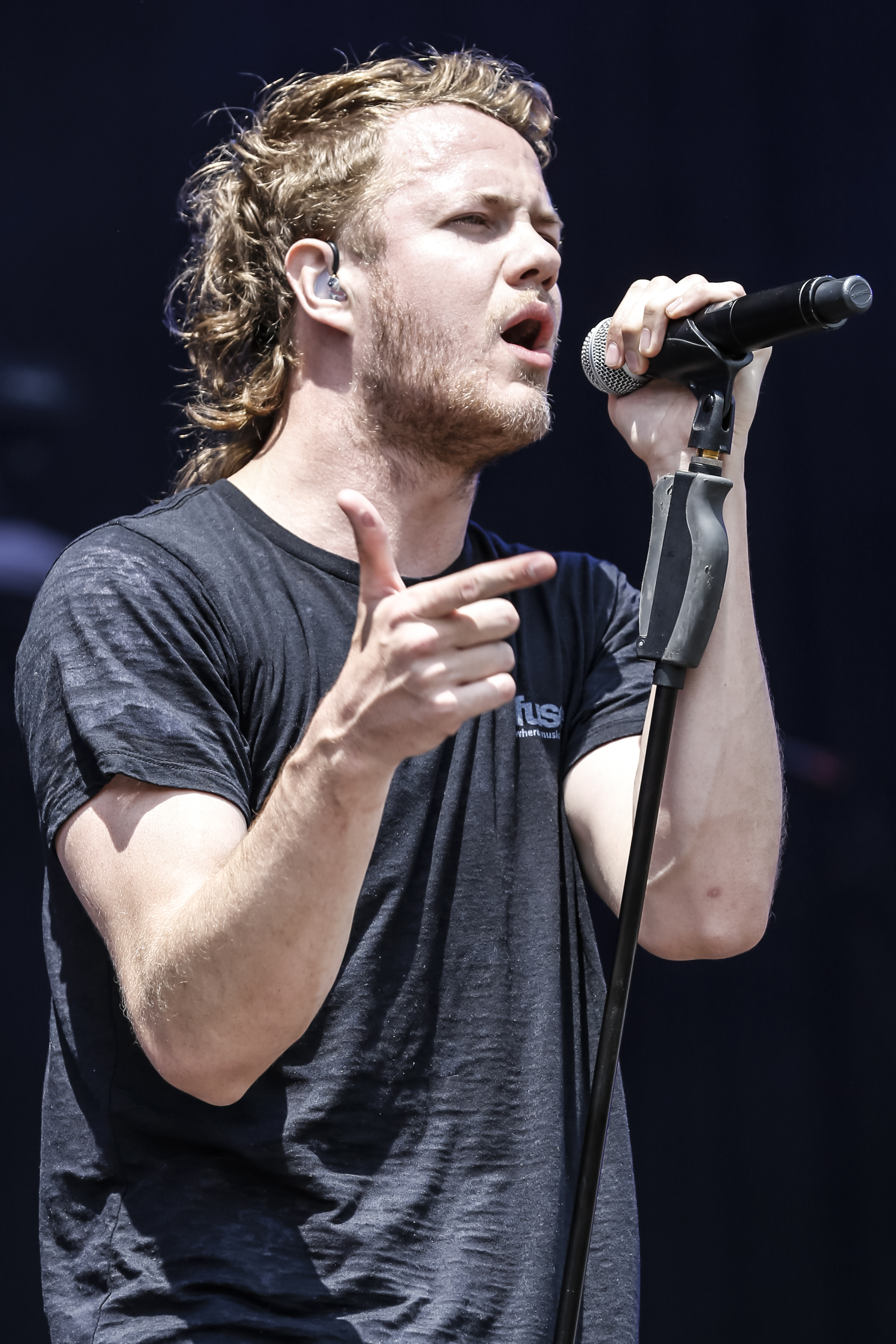
Dan Reynolds, 2013

Im Jahr 2013 entdeckte Reynolds die alternative Band X Ambassadors. Nachdem er die Band kennengelernt hatte, vermittelte er ihnen einen Plattenvertrag mit KidinaKorner/Interscope Records. Dan war Co-Autor einiger Songs auf ihrem Debütalbum VHS, das von der RIAA mit Platin ausgezeichnet wurde.

### Night Street Records und LOVELOUD (2016–heute)
Im Jahr 2016 gründete Reynolds Night Street Records, ein Imprint-Label unter Interscope Records. Sein erstes Signing war der Alternative-Hip-Hop-Künstler K. Flay.
Er organisierte das Wohltätigkeitsfestival LOVELOUD, das am 26. August 2017 in Orem stattfand, um „gegen den Selbstmord von Teenagern zu kämpfen sowie Gemeinschaften […] und die Akzeptanz“ von LGBTQ-Jugendlichen zu fördern. Das Konzert spendete die Gewinne an die LGBT-Organisationen The Trevor Project, GLAAD und andere. Es traten unter anderem Imagine Dragons, Neon Trees, Krewella, Josh James und Nicholas Petricca (von Walk the Moon) auf. Der Film Believer, der sich mit den Selbstmorden von LGBTQ-Jugendlichen in Utah befasst, und das LOVELOUD-Konzert wurden am 20. Januar 2018 in Sundance und am 25. Juni 2018 auf HBO uraufgeführt.
Ein zweites LOVELOUD-Festival fand am 28. Juli 2018 im Rice-Eccles Stadium in Salt Lake City statt, bei dem unter anderem Imagine Dragons, Zedd, Mike Shinoda (von Linkin Park), Grace VanderWaal, Tyler Glenn (von Neon Trees), Vagabon, A.W., und Cameron Esposito auftraten. Schätzungsweise 35.000 Menschen besuchten die Veranstaltung 2018 und sammelten rund eine Million Dollar für die verschiedenen Wohltätigkeitsorganisationen. Die Veranstaltung wurde live und kostenlos auf YouTube gestreamt und gesponsert von AT&T. Während seines Auftritts auf dem Festival 2018 verkündete Utahs Vizegouverneur Spencer Cox, dass Gouverneur Gary R. Herbert, den 28. Juli 2018 zum „LoveLoud Day in Utah“ erklärte.
Das dritte LOVELOUD-Festival fand am 29. Juni 2019 im USANA Amphitheater in West Valley City statt. Neben Reynolds traten unter anderem Kesha, Daya, Tegan and Sara, Pvris und K. Flay auf. Weitere namhafte Redner waren Reynolds Frau Aja Volkman, Shannon Beveridge und X González.

„Wir freuen uns darauf, unsere LGBTQ-Jugend durch Musik und gesprochene Worte zu feiern. Meine Hoffnung ist, dass sie sich geliebt, akzeptiert und perfekt fühlen, so wie sie sind. Ich lade alle politischen und religiösen Führer Utahs ein, sich uns anzuschließen, wenn wir unseren LGBTQ-Jugendlichen zeigen, dass sie nicht nur geliebt, sondern wirklich akzeptiert und geschätzt werden.“

## Einflüsse
Reynolds nennt Arcade Fire, Nirvana, Muse, die Beatles, Paul Simon, Coldplay, Linkin Park, Harry Nilsson und U2 neben seiner eigenen Band als einige seiner künstlerischen Einflüsse. Er schreibt Bands wie Foster the People und Mumford & Sons zu, dass sie der alternativen Popmusik in den letzten Jahren zu einem neuen kommerziellen Erfolg verholfen haben.

## Privatleben
Am 5. März 2011 heiratete Reynolds Aja Volkman. Ihre erste Tochter wurde 2012 geboren, ihre Zwillingstöchter 2017. 2019 kam ein Sohn auf die Welt.
Im April 2018 kündigte Reynolds an, dass er und Volkman sich nach etwas mehr als sieben Jahren Ehe scheiden lassen würden. Im November 2018 gab Reynolds jedoch zusammen mit der Veröffentlichung des Imagine-Dragons-Songs Bad Liar bekannt, dass er und Volkman die Scheidung nie vollzogen hätten, wieder zusammen seien und den Song Anfang des Jahres gemeinsam geschrieben hätten.
Reynolds leidet an Morbus Bechterew, was er 2015 in der Leeds First Direct Arena während der Smoke-+-Mirrors-Tour der Band bekannt gab. 2016 ging er eine Partnerschaft mit ThisASLife von Novartis ein, um das Bewusstsein für diese schwere Entzündungskrankheit zu schärfen. Außerdem leidet er seit seinem 21. Lebensjahr an Colitis ulcerosa. 2015 sagte Reynolds in einem Interview, dass er seit zwei Jahren schwer depressiv sei und häufig einen Therapeuten aufsuche. Viele Songs auf Night Visions wurden durch seine Depression inspiriert. Sein Ziel sei es, Depressionen zu entstigmatisieren und zu ändern, wie die Gesellschaft Depressionen und das Aufsuchen professioneller Hilfe wahrnimmt. Im April 2018 begann er, auf seinen Social-Media-Kanälen über seine körperlichen und psychischen Probleme zu sprechen.
Reynolds und seine Mutter Christene treten in der Paramount+-Serie From Cradle to Stage auf, die von Dave Grohl und dessen Mutter Virginia Hanlon Grohl moderiert wird. Die Folge mit Reynolds wurde am 6. Mai 2021 ausgestrahlt.
Reynolds wuchs in der Kirche Jesu Christi der Heiligen der Letzten Tage (Mormonen) auf, bezeichnete sich 2019 als Mitglied und erklärte, dass er lehrmäßige Meinungsverschiedenheiten mit der Haltung der Kirche zur Homosexualität habe. In einem Interview mit Attitude im Jahr 2021 bezeichnete er sich als „Nicht-Mormone“; im darauffolgenden Monat erklärte er: „Ich erziehe meine Kinder nicht religiös, falls das etwas bedeutet. Ich bin eher spirituell orientiert und Religion ist nicht wirklich mein Ding.“

## Diskografie
Kollaborationen (Auswahl):
| Musik | Musik                                         | Musik                                         | Musik                                       | Musik                                |
| Jahr  | Song                                          | Künstler                                      | Album                                       | Rolle                                |
| ----- | --------------------------------------------- | --------------------------------------------- | ------------------------------------------- | ------------------------------------ |
| 2013  | „Stranger“                                    | X Ambassadors                                 | Love Songs Drug Songs                       | Co-Autor, Produzent                  |
| 2014  | „Tessa“                                       | Filmmusik für Transformers: Age of Extinction | Transformers: Age of Extinction – The Score | Gesang                               |
| 2014  | „I Believe (Get Over Yourself)“ „I'm On Fire“ | Nico Vega                                     | Lead to Light                               | Co-Autor, Produzent                  |
| 2015  | „Fear“                                        | X Ambassadors                                 | VHS                                         | Gesang, Co-Autor, Produzent          |
| 2016  | „Someone Else“                                | Steve Angello                                 | Wild Youth                                  | Gesang                               |
| 2018  | „Lyin'“                                       | Bishop Briggs                                 | Church of Scars                             | Gesang, Co-Autor                     |
| 2018  | „Skipping Stones“                             | Hans Zimmer                                   |                                             | Gesang, Co-Autor                     |
| 2019  | „Hustle“                                      | Pink                                          | Hurts 2B Human                              | Gitarre, Co-Autor, Hintergrundgesang |
| 2019  | „Original Me“                                 | Yungblud                                      | The Underrated Youth - EP                   | Gesang, Co-Autor                     |
| 2020  | „Stand Up“                                    | Tom Morello                                   |                                             | Gesang, Co-Autor                     |

## Filmografie
| Jahr | Titel                | Rolle         | Anmerkung                                            |
| ---- | -------------------- | ------------- | ---------------------------------------------------- |
| 2013 | Impractical Jokers   | Als er selbst | Staffel 2, Folge 23: „Enter the Dragons“             |
| 2015 | A History of Rock    | Alter Jack    | Erzähler                                             |
| 2018 | Believer             | Als er selbst |                                                      |
| 2018 | Chaos im Netz        | Stimme        |                                                      |
| 2020 | Hell's Kitchen       | Als er selbst | Gastessen; Staffel 19, Folge 3: „Hell Caesar!“       |
| 2021 | From Cradle to Stage | Als er selbst | Staffel 1, Folge 1: „Dan and Christene Reynolds“     |
| 2021 | Arcane               | Stimme        | Staffel 1, Folge 5: „Everybody Wants to Be My Enemy“ |

## Auszeichnungen und Nominierungen
Songwriters Hall of Fame
- Hal David Starlight Award (2014)

Weitere Ehrungen
- Trevor Hero Award (2017)

## Philanthropie
Seit 2013 unterstützen Imagine Dragons zusammen mit der Familie von Tyler Robinson die Tyler Robinson Foundation, die jungen Menschen im Kampf gegen Krebs hilft. Während der jährlichen Gala der Stiftung im Jahr 2018 kamen 2,1 Millionen US-Dollar zur Unterstützung junger Menschen im Kampf gegen Krebs zusammen. Imagine Dragons haben sich auch mit weiteren Wohlfahrtsorganisationen wie Amnesty International zusammengeschlossen.